# Stara Wieś (Boszczynek)
Stara Wieś – część wsi Boszczynek w Polsce, położona w województwie świętokrzyskim, w powiecie kazimierskim, w gminie Skalbmierz.
W latach 1975–1998 Stara Wieś administracyjnie należała do województwa kieleckiego.